# Reha (Rombo)
Reha ist ein Verwaltungsbezirk (Ward) des Distrikts Rombo in der tansanischen Region Kilimandscharo.

## Geografie
Reha liegt im Nordosten von Tansania an der Grenze zu Kenia. Der dicht besiedelte Bezirk liegt in rund 1400 Meter Seehöhe und steigt nach Westen leicht an. Er grenzt im Nordosten an Kenia, im Südosten an Kitirima Kingachi, im Süden an Ubetu Kahe und im Westen an Nanjara und hat eine Fläche von 199 Quadratkilometern. Bei der Volkszählung 2022 lebten hier 7898 Menschen in 1966 Haushalten.

## Gliederung
Reha besteht aus zwei Gemeinden (Mtaa) mit fünf Orten (Kitongoji):
| Urauri - Reha - Mhaka | Nesae - Ndong’e - Mangabolini - Uruwata |

## Wirtschaft und Infrastruktur
- Gesundheit: In Reha befindet sich eine privat geführte Apotheke.[7]
- Bildung: Die Urauri Secondary School ist eine staatliche weiterführende Schule für Mädchen und Burschen mit einer Ausbildung bis zur 4. Stufe.[8]